# 井上麻美 (女優)
井上 麻美（いのうえ まみ、1971年11月1日 - ）は、日本の女優、脚本家。兵庫県神戸市出身。甲南大学卒業。希楽星所属。

## 人物
円 演劇研究所出身。女優業のかたわら、劇団「海市(Kaishi)-工房」を主宰し、しゅう史奈（しゅう ふみな）のペンネームで脚本家としても活動している。2001年、「迷いアゲハ」が日本劇作家協会新人戯曲賞の一次選考を通過。2002年、「夜のキリン」で第13回テアトロ新人戯曲賞の佳作を受賞。

## 出演

### テレビドラマ
- 女と愛とミステリー 殺意の川 尼寺説法殺人事件（テレビ東京）
- 火曜サスペンス劇場（日本テレビ）※一部の作品では脚本も担当
  - どうぞ安らかに2
- 渡る世間は鬼ばかり（TBSテレビ）
- 孤独のグルメ Season5 第10話    （2015年12月5日、テレビ東京） - 母 役
- 黒革の手帖（方言指導・テレビ朝日）

### 舞台
- 素劇ヘレンケラーとサリヴァン先生（アニー・サリヴァン）
- 紙屋悦子の青春（紙屋悦子）